# Sitio de Valencia (1086)
El Sitio de Valencia de 1086 fue una batalla librada en la taifa de Valencia por Yahya al-Qádir, quien fracasó en su intento de hacerse con el territorio.

## Contexto
En 1086, Al-Múndir de Lérida recibió el apoyo de Berenguer Ramon II para capturar la taifa de Valencia. Alfonso VI de Castilla conquistó la taifa en febrero de 1086, con las tropas castellanas de Álvar Fáñez, quien fue encargado de la defensa para que al-Qádir pueda gobernar la taifa. Al-Múndir de Lérida, con el apoyo de mercenarios catalanes liderados por Girardo Alemán, ejecutaron el asedio, y Xativa pasó a manos de Al-Múndir.

## El asedio
Al-Múndhir Imad-ad-Dawla, con el apoyo de los mercenarios catalanes, atacaron la taifa de Valencia en 1086, que estaba defendida por Álvar Fáñez. Finalmente tuvieron que desistir.

## Consecuencias
La invasión almorávide y la derrota de Alfonso VI de Castilla en la batalla de Sagrajas en 1086 provocaron la marcha de Álvar Fáñez y sus hombres de Valencia, lo que brindó una oportunidad a Al-Múndhir Imad-ad-Dawla para capturar la ciudad. La atacó en 1087 pero Yahya al-Qadir consiguió el apoyo financiero de Muhammad ibn Ahmad ibn Tahir y logró resistir al tortosino, quien se retiró tras cuatro meses de asedio con la condición de no entregar la ciudad a Ahmad ibn Yusuf al-Mustain y Rodrigo Díaz de Vivar, quienes renunciaron a la conquista de la ciudad.
Atemorizado por nuevos ataques, Yahya al-Qadir pidió apoyo a Alfonso VI de León, quien, ocupado con los almorávides, no pudo ofrecer ayuda. Entonces Ahmad ibn Yusuf al-Mustain, el emir de Saraqusta, envió una expedición conjunta con Rodrigo Díaz de Vivar, apoderándose de la ciudad. Como los cristianos eran superiores en número, el emir de Saraqusta se retiró y el Cid estableció un protectorado sobre la ciudad.
Entre 1087 y 1089, Rodrigo Díaz de Vivar convirtió en tributarios a los monarcas musulmanes del Emirato de Albarrasí y del Emirato de Alpont, y tomó Miravet en 1090.
En 1089, Al-Múndhir Imad-ad-Dawla y Berenguer Ramon II intentaron de nuevo tomar la ciudad construyendo fortificaciones en Liria, El Puig y Quart, pero el Cid, con un poderoso ejército en Albarrasí, obligó a los sitiadores a retirarse.